# Emil Nervander
Emil Fredrik Nervander (16. november 1840 — 27. juli 1914) var en finsk kunst- og litteraturhistoriker, søn af Johan Jakob Nervander.
Nervander gav sig særlig af med den ældre finske
kirkekunst, »Den kyrkliga konsten i Finland
under medeltiden« I—II (1887—88) er hans
betydeligste og mest omfattende Indsats. Men
tillige er han optraadt som Udgiver af »Cygnæus«
og »V. Snellman« (1892—97), ligesom han har
skrevet Biografier af »Finlands kulturhistoria«
(1900). Som selvstændig Digter er hans betydning
betydelig ringere end som Medlem af den
arkæologiske Kommission til Varetagelse af finsk
Kunst og Kunstindustris Udvikling.